# 55 (число)
55 (пятьдесят пять) — натуральное число, расположенное между числами 54 и 56.

## В математике
- 10-е число Фибоначчи[1]
- 10-е треугольное число
- 255 = 36 028 797 018 963 968
- Сумма первых пяти квадратов.
- Сумма первых десяти натуральных чисел: 55 = 1 + 2 + 3 + 4 + 5 + 6 + 7 + 8 + 9 + 10.
- Полупростое число.

## В науке
- Атомный номер цезия.
- Звезда 55 Рака.
- Астероид (55) Пандора.
- Экзопланета 55 Рака d.

## Кинофильмы
- 55
- 55 градусов ниже нуля
- 55 дней в Пекине

## В других областях
- 55 — серия локомотивов
- 1955 год
- ASCII-код символа «7».
- В игре лото бочонок 55 называется «перчатки».
- 55 — Международный телефонный код Бразилии.
- 55 — Код субъекта Российской Федерации Омской области.
- Код 55 на радиожаргоне обозначает «рукопожатие», пожелание успеха, «храни вас Бог».[2][3][4]
- Африка состоит из 55 стран.
- «55» — концертное видео группы «Кипелов»
- 55 —  одно из чисел протеста против вторжения России на Украину